# Campionati africani di atletica leggera 2014 - Marcia 20 km maschile
La marcia 20 km maschile ai Campionati africani di atletica leggera di Marrakech 2014 si è svolta il 14 agosto 2014 allo Stade de Marrakech in Marocco.
La gara è stata vinta dal sudafricano Lebogang Shange, che ha preceduto il keniota Samuel Ireri Gathimba, argento, ed l'algerino Mohamed Ameur, bronzo.

## Risultati

### Finale
| Class.  | Nome                  | Nazione        | Tempo   | Note |
| ------- | --------------------- | -------------- | ------- | ---- |
| Oro     | Lebogang Shange       | Sudafrica      | 1:26:58 |      |
| Argento | Samuel Ireri Gathimba | Kenya          | 1:27:11 |      |
| Bronzo  | Mohamed Ameur         | Algeria        | 1:27:48 |      |
| 4       | Hassanine Sebei       | Tunisia        | 1:28:28 |      |
| 5       | David Kimutai         | Kenya          | 1:29:16 |      |
| 6       | Hichem Medjeber       | Algeria        | 1:33:36 |      |
| 7       | Mohamed Ragab         | Egitto         | 1:34:26 |      |
| 8       | Ferhat Belaid         | Algeria        | 1:35:22 |      |
| 9       | Chernet Mikoro        | Etiopia        | 1:36:25 |      |
| 10      | Ali Daghiri           | Marocco        | 1:38:22 |      |
| 11      | Herve Nzossie         | Camerun        | 1:38:57 |      |
| 12      | Elegbede Bamidele     | Nigeria        | 1:41:11 |      |
| 13      | Misebo Minamo         | Etiopia        | 1:42:25 |      |
| 14      | Getamesay Niguse      | Etiopia        | 1:44:03 |      |
| dns     | Romeos Ambomo-Otsaka  | Rep. del Congo | dns     |      |